# Palm Pictures
La Palm Pictures è una azienda del settore intrattenimento statunitense, di proprietà e gestita da Chris Blackwell. La Palm Pictures produce, acquista e distribuisce innovativi progetti musicali e film con una particolare attenzione al formato DVD. La Palm ha già di per sé una posizione leader nel settore della convergenza tra il mercato musicale e video, ponendo l'accento su progetti di documentari musicali, film stranieri, e video musicali. Le proprietà della Palm Pictures entertainment includono una divisione film, un'etichetta discografica, sputnik7.com, epitonic.com, Arthouse Films e RES Media Group, editrice del RES magazine.

## Film
I film distribuiti dalla Palm Pictures includono:
- 1 Giant Leap
- 2 Sculptors
- Ruang Talok 69
- American Mullet
- American Roots Music
- Arthouse
- Ritorno dal nulla
- Be Here to Love Me sul cantautore country Townes Van Zandt
- The Believer
- Breaking News
- Bright Future
- Bomb the System
- Calvaire
- City of Men
- Clean
- Countryman
- Cronicas
- Dancehall Queen
- Dark Days
- Demonlover
- Detonator
- Dig!
- Director Label Series Box Set
- Director Label Series Box Set Vol. 2
- Dolls
- El método
- Edge City
- Fulltime Killer
- Fabulous Story of the Cuban Cigar
- Femi Kuti: Live at the Shrine
- Free Tibet
- Freestyle: The Art of the Rhyme
- Gunner Palace (documentario)
- Gravesend
- The Heart Is Deceitful Above All Things
- Henri Cartier-Bresson: The Impassioned Eye
- Hommage A' Noir
- How to Draw A Bunny

- I'm Still Here Damn It!
- Invisible Waves
- JSA: Joint Security Area
- Kill Your Idols
- Last Life in the Universe
- Live At the Royal Festival Hall
- Lower City
- Lucía y el sexo
- Man in the Sand
- Memories of Murder
- Millennium Mambo
- Morvern Callar
- New York City Ballet Workout
- New York City Ballet Workout Vol. 2
- New York City Ballet: The Complete Workout
- Nói albinói
- Palm World Voices
- Palm World Voices: Africa
- Palm World Voices: Baaba Maa
- Palm World Voices: Mandela
- Palm World Voices: Spirit
- Palm World Voices: Vedic Path
- Paperboys
- Peter Beard: Scrapbooks from Africa and Beyond
- Purple Butterfly
- Rebel Music: The Bob Marley Story
- Reconstruction
- Revenge of The Robots
- Rolling Family
- Scratch
- Six-String Samurai
- Spaceman
- Springtime in a Small Town
- Stoked: The Rise and Fall of Gator
- Strange Love Addiction
- Strip To the Bone
- Suck it and See
- Sunday Driver
- Sun Dogs

- Superthruster
- Talamanam Sound Clash: Further Adventures in Hypercussion
- Talking Heads: Stop Making Sense
- 10 canoe
- The Eye
- The Criminal
- The Flower of Evil
- The Glamorous Life of Sachiko Hanai
- The Heart is Deceitful Above All Things
- The Housekeeper
- The Last Minute
- The Legend of Leigh Bowery
- The Method
- The Motel
- The Nomi Song
- The Order From Matthew Barney's Cremaster 3
- Maurice Richard
- The Sea
- The Work Of Director Anton Corbijn
- The Work Of Director Chris Cunningham
- The Work Of Director Jonathan Glazer
- The Work Of Director Mark Romanek
- The Work Of Director Michel Gondry
- The Work Of Director Spike Jonze
- The Work Of Director Stephane Sednaoui
- Thicker Than Water
- Tom Dowd and the Language of Music
- Il tempo dei lupi
- Ultraviolet
- 13 Tzameti
- We Run Tings, Tings Nuh Run We
- Who Gets to Call It Art?
- William Eggleston in the Real World
- Wondrous Oblivion
- You're Gonna Miss Me

## Artisti musicali
Gli artisti distribuiti dalla Palm Pictures sono:
- Baaba Maal
- Cousteau
- Da Lata
- Elwood
- Earlimart
- Gigi
- Lake Trout
- Local H
- The Mad Capsule Markets
- Sidestepper
- Skindive
- Supreme Beings of Leisure
- Moving Units
- Martina Topley-Bird